# Susana Villarán
Susana María del Carmen Villarán de la Puente (Lima, 16 de agosto de 1949) es una socióloga y política peruana. Fue alcaldesa de la ciudad de Lima Metropolitana entre 2011 y 2014, siendo la primera mujer en acceder al cargo por medio de elecciones. También ejerció como ministra de la Mujer durante el gobierno transitorio de Valentín Paniagua y como miembro de la Comisión Interamericana de Derechos Humanos de 2002 a 2005.

## Biografía
Nació el 16 de agosto de 1949, en el distrito de Santa Beatriz. Es hija de Fernando Villarán Duany y de Josefina de la Puente y Lavalle. Es tataranieta de los exministros de Relaciones Exteriores José Antonio de Lavalle y José Antonio García y García; así como del exalcalde de Lima José María de la Puente y Oyague, conde del Portillo. 
Estudió en la L’École Nouvelle del distrito de Miraflores (hoy Colegio Franco-Peruano) y en el Colegio Sagrado Corazón Chalet de Chorrillos. Una vez concluida la secundaria, prosiguió estudios técnicos en educación en la Escuela Superior de Educación Familiar.
Inició estudios de sociología, en la Universidad Católica de Chile en 1972, los cuales interrumpió a causa del golpe de Estado de Augusto Pinochet. Asimismo, realizó estudios en el Centro de Estudios de la Realidad Nacional (CEREN) de la Universidad Católica de Chile, entre 1972 y 1973. En 1979, siguió estudios de periodismo en la Escuela Superior de Periodismo Jaime Bausate Meza.
Sin embargo, a Villarán se le ha acusado por consignar en su hoja de vida que tuvo estudios de postgrado, sin haber obtenido un grado académico, pues la Escuela Superior de Educación Familiar brinda un certificado de estudios técnicos, no un bachillerato o una licenciatura.
Se casó con el exdiputado Manuel Piqueras Luna, nieto del arquitecto español Manuel Piqueras Cotolí. La pareja tuvo tres hijos: Emmanuel, Soledad e Ignacio.
De 1971 a 1972 fue profesora del Colegio Sagrado Corazón Sophianum y de 1998 a 2000, dirigió el programa No hay derecho de Ideele Radio.
Fue miembro del Comité Directivo del Instituto de Defensa Legal, de la Asociación Civil Transparencia, de la Coordinadora Nacional de Derechos Humanos.

## Trayectoria política
De 1980 a 1984, trabajó en el área de comunicaciones del Centro de Investigación, Documentación y Asesoría Poblacional.
Fue asesora en la Municipalidad de Lima desde 1983 hasta 1985 y trabajó para el histórico alcalde de Lima, Alfonso Barrantes. En una entrevista, Villarán indicó que ella colaboró con Barrantes en la fundación del “Vaso de Leche”, programa social para disminuir la desnutrición infantil en las zonas más pobres del Perú. Sin embargo, familiares del desaparecido alcalde indicaron que fue Barrantes fundador de dicho programa social.
De 1984 a 1995 fue directora del Instituto Bartolomé de las Casas y de 1995 a 1997 fue secretaria ejecutiva de la Coordinadora Nacional de Derechos Humanos. Villarán tuvo más fama política cuando formó parte de la oposición al nefasto gobierno dictatorial del entonces presidente Alberto Fujimori y participó en la marcha feministas “Mujeres por la Democracia” en favor de las víctimas de las esterilizaciones forzadas durante los años 90s.

### Ministra de la Mujer
Luego de la vacancia presidencial contra Fujimori por su fuga hacia Japón y la toma de mando de Valentín Paniagua como nuevo presidente de transición, este nombró al diplomático Javier Pérez de Cuéllar como nuevo presidente del Consejo de Ministros y nombró a Susana Villarán como la nueva ministra de Promoción de la Mujer y del Desarrollo Humano, en reemplazo de Luisa María Cuculiza. Villarán se convirtió en la tercera ministra de la mujer en la historia del Perú.
Durante su gestión, se encargó del reordenamiento del Parque de las Leyendas, así como la creación del Programa Nacional Contra la Violencia Familiar y Sexual. Promovió también campañas para combatir los problemas sociales. En el año 2001 participó en el programa Mesa de debate de TV Perú.
Permaneció en el Ministerio hasta el 28 de julio del 2001, donde concluyó el gobierno transitorio de Paniagua y se daba inicio al nuevo gobierno de Alejandro Toledo. Posteriormente en el año 2002, Toledo decide nombrar a Villaran como Defensora de la Policía Nacional del Perú, siendo la primera mujer en ejercer dicho cargo.
En el año 2004, denunció, junto a Fernando Rospigliosi y Pedro Salinas, al legislador Jorge Mufarech, por los delitos de encubrimiento y omisión de denuncia, pero al no encontrar indicios de la comisión del delito, la denuncia fue archivada por el Ministerio Público.
Entre 2002 y 2005, fue comisionada de la Comisión Interamericana de Derechos Humanos (CIDH). Dentro de la CIDH fue Relatora sobre los derechos de los niños y las niñas y posteriormente fue Relatora sobre los Derechos de las Mujeres de la CIDH.
Ocupó el cargo de segunda vicepresidenta de la Comisión Interamericana de Derechos Humanos en 2004, y de primera vicepresidenta en 2005. El 29 de marzo de 2004, hizo una presentación como segunda vicepresidenta de la CIDH ante la Comisión de Asuntos Jurídicos y Políticos de la Organización de los Estados Americanos (OEA).
Fue la jefa de la misión de la CIDH que visitó Guatemala en julio de 2002 con el objetivo de evaluar la situación de los defensores de derechos humanos en ese país. También visitó Guatemala como "Relatora sobre los derechos de las mujeres" en septiembre de 2004, al final de la cual se emitieron observaciones preliminares sobre "la vigencia del derecho de la mujer guatemalteca a vivir libre de violencia y discriminación".
En el 2008, fue elegida miembro del Comité de Derechos del niño de las Naciones Unidas en representación del Perú.
En noviembre de 2011, recibió las llaves de la ciudad de Bogotá.

### Candidata presidencial
En las elecciones generales del año 2006, Susana Villarán decidió hacer público su candidatura a la presidencia de la república por la alianza electoral Concertación Descentralista, coalición formada por el Partido por la Democracia Social liderado por Villarán y por el Partido Humanista Peruano liderado por Yehude Simon. En su plancha presidencial lo acompañaron la exvicepresidenta del Gobierno Regional de Lambayeque, Nery Saldarriaga y el economista Carlos Paredes Gonzáles.
Culminando las elecciones, Obtuvo el séptimo lugar con 0.62% de los votos válidos.

## Alcaldesa de Lima
Villarán postuló a la Alcaldía de Lima en las elecciones municipales de Lima de 2010, que se realizaron  3 de octubre de 2010. Para tal meta formó una alianza con el Movimiento Nueva Izquierda, el Movimiento Tierra y Libertad y el Movimiento político Lima para Todos.
En el marco de la campaña política, Villarán expresó que su candidatura representaba una izquierda moderna, democrática y progresista, evitando acercamiento con algunos sectores de la izquierda, como el Partido Nacionalista Peruano liderado por Ollanta Humala.
Inició su campaña con una baja intención de voto, que aumentó considerablemente en las últimas semanas de campaña; incluso llegó a una intención de voto del 45%, posicionándose así en el primer lugar de las encuestas. Esta subida se debió a diversos factores, los más importantes fueron la tacha de la candidatura de Alex Kouri, así como la campaña de desprestigio protagonizada por el programa televisivo del periodista Jaime Bayly contra la lidereza del partido de la oposición, Lourdes Flores. Entre estos actos están la difusión de un extracto de audios en donde su rival Lourdes Flores parece expresarse despectivamente sobre las elecciones y la alcaldía, así como la vinculación de Flores con el empresario Adolfo Carhuallanqui, acusado en ese entonces de narcotráfico por la fiscalía. Jaime Bayly luego reconocería que acosó excesivamente a Lourdes Flores en las elecciones del año 2010 y que "tendría que haber sido más equilibrado".
La alianza electoral encabezada por Villarán obtuvo 1,743,712 votos, que representan el 38.393% de los votos válidos.

### Gestión Municipal
Villarán inició su gestión municipal con altos índices de aprobación. Su gestión tuvo desde sus inicios tres prioridades: seguridad ciudadana, infancia y transporte público.
Durante su gestión se inició el programa de chatarreo que busca reducir y modernizar la flota de unidades de transporte público en la ciudad, así como reducir los niveles de contaminación. Este programa se inició con la promulgación en 2007 durante en gobierno de Alan García. Cabe mencionar que este programa no ha estado exento de críticas.
En 2012, comenzó la construcción de Vía Parque Rímac (hoy llamado Línea Amarilla). Luego en 2013 (dos años después de haber asumido el cargo de Alcaldesa de Lima), la gestión de Villarán construyó 4 nuevos Hospitales de la Solidaridad, 176 escaleras para barrios, 23 losas deportivas, y la plantación de 150 mil árboles en la ciudad. Además, en 2014 inició la Reforma del Transporte con el Corredor Azul (Tacna- Garcilazo -Arequipa) y presentó el Plan 2035 (Plan de Desarrollo Urbano Metropolitano de Lima y Callao) que fue diseñado por destacados arquitectos para que Lima crezca ordenada y planificada. Sin embargo este Plan de Desarrollo fue ignorado por la gestión del alcalde Luis Castañeda Lossio (2015-2018).

### Iniciativa de Ordenar una Zona Rosa para Lima
En abril de 2011, Susana Villarán ofreció una entrevista a la Revista Caretas en la cual dijo que se reuniría con las trabajadoras sexuales para definir una zona rosa, es decir una zona de tolerancia donde se concentren los negocios de prostitución u otros negocios relacionados con la industria del sexo; la alcaldesa argumentó que con esta se evitarían las condiciones de insalubridad, violencia y consumo de drogas. Luego de la propuesta, la alcaldesa fue criticada por autoridades eclesiásticas, por el exalcalde Luis Castañeda y por la entonces ministra de la Mujer, Virginia Borra. Luego de ello la alcaldesa convocó a una mesa de diálogo para tratar la creación de una "zona rosa" en la capital; sin embargo, decenas de padres de familia y niños en edad escolar protestaron en el centro de la ciudad en contra de esta medida.

### Centros de Cultura, Recreación y Educación Ambiental (CREA-LIMA)
Parte transversal de los ejes de priorización de la gestión municipal de Susana Villarán fue descentralizar el desarrollo cultural en Lima. Por tal motivo a través de un portafolio de proyectos desarrollado con Serpar inició desde 2011 el plan, diseño y construcción de centros de Cultura, Recreación y Educación Ambiental (CREA) en los parques zonales y espacios públicos fuera del centro metropolitano (p.e. Pantanos de Villa). Fueron 10 los centros culturales que se planificaron construir en diferentes parques zonales de Lima como parte del Plan de Inversiones 2011-2014 de SERPAR y la Municipalidad Metropolitana de Lima.
En noviembre del 2012 se inaugura el primer centro denominado CREA-Huiracocha por situarse dentro del parque zonal Huiracocha en San Juan de Lurigancho.
A mediados de diciembre del 2012 se inaugura el segundo centro denominado CREA-Huascar por estar en el parque zonal Huascar en Villa El Salvador.
A fines de diciembre del 2012 se inaugura el tercer centro denominado CREA-Capac Yupanqui perteneciente al parque zonal Capac Yupanqui en el Rimac.
En febrero del 2013 se pone la primera piedra para la construcción del CREA-Pantanos de Villa, en el marco de la celebración del “Día Mundial de los Humedales”. Este proyecto contó con un presupuesto inicial de 5’179,149.46 nuevos soles. La infraestructura contaba con la implementación de espacios turísticos así como para el desarrollo científico y de educación ambiental para niños y jóvenes de todo el país, por ser un espacio con gran potencial para la investigación. Sin embargo, la obra fue paralizada en octubre del 2014 ni bien el siguiente gobierno municipal supo que había ganado las elecciones.
Los posteriores CREA empezaron a ejecutarse a fines del 2013 en los parques zonales de Cahuide (Ate-El Agustino), parque del desierto (Santa Rosa), Lloque Yupanqui (Los Olivos), Sinchi Roca (Comas) y Flor de Amancaes (Villa María del Triunfo).

### Consolidación del Mercado Mayorista de Santa Anita
En octubre de 2012 la Municipalidad de Lima llevó la consolidación del Mercado Mayorista de Santa Anita con el traslado definitivo de los comerciantes del antiguo Mercado Mayorista de La Parada a las nuevas y remodeladas instalaciones del Mercado Mayorista de Santa Anita por razones de localización, seguridad y salud pública. Desafortunadamente, durante el operativo realizado en dos días, debido a la resistencia informal y mediática de mafias encubiertas hubo cuatro muertos y varios heridos por los enfrentamientos entre la policía y presuntos comerciantes del mercado, quienes luego se confirmaría fueron contratados para agredir a las fuerzas policiales. Este operativo generó diversas críticas, tanto a la municipalidad como a la policía, ya que en la primera fecha no se planificó adecuadamente bajo un plan operativo, y ninguno de los responsables del mismo se encontraba en Lima en dicha fecha. En ese sentido, el operativo fue mediáticamente considerado como "fallido" y se investigó en el Congreso.
A pesar de dicho mediatismo político, se logró el traslado de los comerciantes al nuevo mercado, siendo Villarán la única alcaldesa en hacerlo después de 44 años de espera, siendo convertido dicho ex mercado Mayorista La Parada en el Parque El Migrante para efectos de renovación urbana, que desafortunadamente la gestión municipal posterior no ha sabido consolidar, permitiendo el comercio ambulatorio en las calles cercanas.

### Contratos de Concesión del Metropolitano
La línea de buses conocida como Metropolitano inició como un proyecto de formalización del transporte público por parte de Alberto Andrade Carmona, inaugurada posteriormente por Luis Castañeda Lossio.[cita requerida] Sin embargo, dadas las condiciones estipuladas en el contrato de concesión firmado con Castañeda en el 2010, el sistema estaba diseñado para ser rentable con un promedio de 700 mil pasajeros, y como lo confirmarían las cuatro empresas concesionarias, la Municipalidad Metropolitana de Lima no había logrado facilitar el aumento de la flota de vehículos, ampliar las rutas troncales y colectoras, y reducir la competencia informal. Debido a ello, las empresas concesionarias realizaron acciones legales y el 8 de diciembre de 2012 ocurrió un alza en el precio de la tarifa del servicio del Metropolitano en 50 centavos.
A pesar de ello, la Municipalidad de Lima se opuso a la subida de pasajes presentando una denuncia a la Comisión de Defensa del Consumidor. En respuesta a las acusaciones, los concesionarios del Metropolitano acusaron a la Municipalidad de Lima de politizar el alza de pasajes. Sin embargo se conoció que el Contrato de Concesión firmado por la gestión de su antecesor, Luis Castañeda Lossio, dictaba que los incrementos en las tarifas los decidían los operadores, "El valor de los Pasajes serán determinados por Los Operadores de acuerdo con lo establecido por el Contrato de Consorcio Coordinador" dice textualmente el documento, el cual fue fuertemente cuestionado. Finalmente, por ello, el alza de pasajes se llevó a cabo.

### Ampliación de Vía Parque Rímac
En diciembre de 2012, sucedieron unas filtraciones de agua en la obra Vía Parque Rímac, dicha obra recibió diversas críticas por lo acontecido. Basándose en el aparente profesionalismo de las empresas involucradas desde la gestión anterior, Villarán señaló que todo estaba previsto y garantizó que la obra soportaría cualquier caudal del río: “Es un drenaje perfectamente calculado. Esta es una obra preparada para soportar el caudal histórico más alto que pueda tener el Río Rímac” refirió confiando en las explicaciones que habían dado los especialistas de la empresa responsable.
Al día siguiente, el muro de contención provisional colapsó. Villarán responsabilizó de dicho derrumbe a que la empresa LAMSAC no abrió a tiempo el cauce de la obra. Aunque se ha especulado la crecida del caudal del río como causante, profesionales del Colegio de Ingenieros señalaron que las principales causas fueron una deficiencia en la construcción del muro de contención y el retraso en las obras. En consecuencia la empresa LAMSAC asumió todos los gastos generados por el fallo.
Autoridades municipales manifestaron que esa parte de la obra se paralizaría durante los meses de verano mientras se continuaba con la reubicación de los pobladores afectados por la vía y la construcción de viaductos.
En 2016 se involucró a Villarán y a Castañeda en las investigaciones de corrupción por la constructora brasileña Odebrecht con relación a esta obra. Ella inicialmente negó haber recibido sobornos pero las investigaciones continuaron en el Perú así como en el Brasil y los Estados Unidos, siendo recluida con prisión preventiva el 15 de mayo de 2019 en el penal para mujeres de Chorrillos.

### Consulta Fallida de Revocatoria

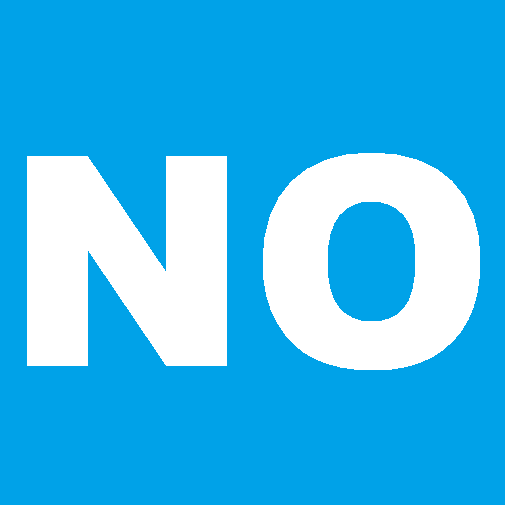
El Símbolo de la opción "No" en el referendo revocatorio de la alcaldía de Lima de 2013.

A inicios del 2012, un grupo de ciudadanos liderado por Marco Tulio Gutiérrez, exregidor del Municipio de Lima y abogado experto en temas municipales, inició la recolección de firmas para promover la revocatoria de Susana Villarán y convocar a nuevas elecciones municipales. Este proceso fue cuestionado por el entorno de la alcaldesa con relación a su financiamiento y a los intereses personales de Gutiérrez con el apoyo del exalcalde de Lima, Luis Castañeda Lossio. En octubre de 2012 lograron reunir el número necesario de firmas para convocar al proceso de revocatoria contra Villarán y los regidores de la Municipalidad de Lima. Dicho referéndum se realizó el 17 de marzo de 2013.
La mayoría de políticos y partidos tomaron posición en torno al proceso de revocatoria. Entre los personajes que apoyaron el proceso se encuentran el abogado Marco Tulio Gutiérrez, la excongresista fujimorista Martha Moyano, la exministra aprista Nidia Vílchez, el dirigente de transportistas Julio Rau Rau, el exalcalde de Lima Luis Castañeda Lossio, el congresista José Luna Gálvez, el expresidente Alan García, el congresista Humberto Lay,[cita requerida] así como sus respectivos partidos políticos: el partido Solidaridad Nacional, el Partido Aprista Peruano y  Restauración Nacional.
Entre los que se pronunciaron en contra de la revocatoria a Villarán se encontraron Lourdes Flores, quien fue derrotada por Villarán en las elecciones municipales del 2010, así como el expresidente Alejandro Toledo, el excandidato presidencial Pedro Pablo Kuczynski, los escritores Mario Vargas Llosa y Santiago Roncagliolo, el pintor Fernando de Szyszlo, el líder histórico del Partido Popular Cristiano, Luis Bedoya Reyes y respectivamente, los partidos políticos Perú Posible, Somos Perú, Acción Popular, Alianza para el Progreso, el Partido Nacionalista Peruano y un séctor del Partido Popular Cristiano, deportistas como Paolo Guerrero, Natalia Málaga y Kina Malpartida, entre otros.
Sin embargo, la dirigencia del PPC precisó que su posición no representa un apoyo a la gestión de la alcaldesa, pues su oposición al proceso de revocatoria se daba por una cuestión de principios, al revelar que dicho partido siempre se ha opuesto a la figura misma de la revocatoria. Así también, la agrupación fujimorista Fuerza Popular no tomó una decisión corporativa sobre la revocatoria a la alcaldesa de Lima, Susana Villarán, sino que dejó en libertad a su militancia para votar por el 'Sí' o por el 'No'.
Al 100% de actas contabilizadas, la Oficina Nacional de Procesos Electorales dio como resultado 2,431,807 votos a favor de la revocatoria a Villarán y 2,548,791 en contra de la revocatoria, por lo que Villarán continuará en el cargo de alcaldesa de Lima hasta terminar su mandato de 4 años. Sin embargo, la mayoría de su cuerpo de regidores no corrió la misma suerte, ya que 20 de 21 de estos fueron revocados.

### Plan Metropolitano de Desarrollo Urbano al 2035
En su gestión, se apostó por desarrollar la planificación urbana de Lima y Callao reuniendo para ello a un equipo de arquitectos y urbanistas locales y extranjeros, después de más de ocho años de omisión planificadora (teniendo como último plan urbano el registrado y ejecutado en las gestiones municipales de Alberto Andrade). El documento final fue el Plan Metropolitano de Desarrollo Urbano de Lima y Callao al 2035, denominado PLAM2035, recogiendo el diagnóstico más actualizado de la metrópoli a la fecha, siendo una propuesta de planificación territorial que por primera vez en la historia del planeamiento urbano en nuestro país incorpora su patrimonio material y a los espacios abiertos e infraestructura ecológica; y una cartera de más de 200 proyectos a modo de acupuntura urbana.
Si bien las competencias de planeamiento urbano de la Municipalidad Metropolitana de Lima abarcaban solo la Provincia de Lima, el PLAM2035 incluyó también el territorio de la Provincia de Callao en sus diagnósticos y, a nivel de recomendaciones, en las propuestas. Al ser Lima y Callao un espacio conurbado sobre un territorio y un sistema ecológico compartido, las dos ciudades son en realidad una sola. El PLAM forma parte del Sistema Metropolitano de Planificación Estratégica. En el nivel superior del sistema se encuentra el PRDC 2012-2021 de Lima Metropolitana (Plan Regional de Desarrollo Concertado) y el PDC de la Región de Callao 2011-2022 (Plan de Desarrollo del Callao).
El PLAM 2035 constituye un instrumento técnico base que debe orientar las decisiones relacionadas al ordenamiento urbano y territorial en la metrópoli. Pese a su evidente importancia para el desarrollo equilibrado de la ciudad el documento de trabajo presentado a fines de 2014 fue omitido, negligentemente, en la gestión posterior. El documento presentado en el 2014 cuenta con cuatro tomos:
- Tomo 1: Memoria – Incluye Diagnóstico temático y Propuesta urbano territorial.
- Tomo 2: Programas Urbanísticos y Proyectos Estructurantes – Incluye Cartera de Proyectos (más de 200).
- Tomo 3: Normativa – Incluye propuesta de normativa urbanística.
- Tomo 4: Planos – Incluye planos de diagnóstico y propuesta de ordenamiento territorial

El amplio y completo documento fue presentado ante las Naciones Unidas, registrándose y premiándose por su ejemplificadora amplitud y nivel de detalle para el desarrollo de una ciudad, siendo un paso coyuntural para el planeamiento urbano de estas dos décadas y proporcionando un conjunto de herramientas y modelo de urbe próspera y sostenible, sobre cuya base se debe construir la ciudad que conmemorará los 500 años de su fundación española, justamente en el año 2035.

### Postulación a la reelección
Villarán anunció en junio de 2014 su postulación a la reelección en las elecciones municipales de octubre.
Este anuncio generó controversia dado que Villarán y otros colaboradores cercanos en varias oportunidades habían negado que Villarán se presentaría a la reelección por Lima. El resultado de esta consulta fue la elección de Luis Castañeda de Solidaridad Nacional como alcalde de Lima con 50.8% de los votos contra 17.6% de Enrique Cornejo del Partido Aprista y 10.6% de Susana Villarán.

## Caso Lava Jato

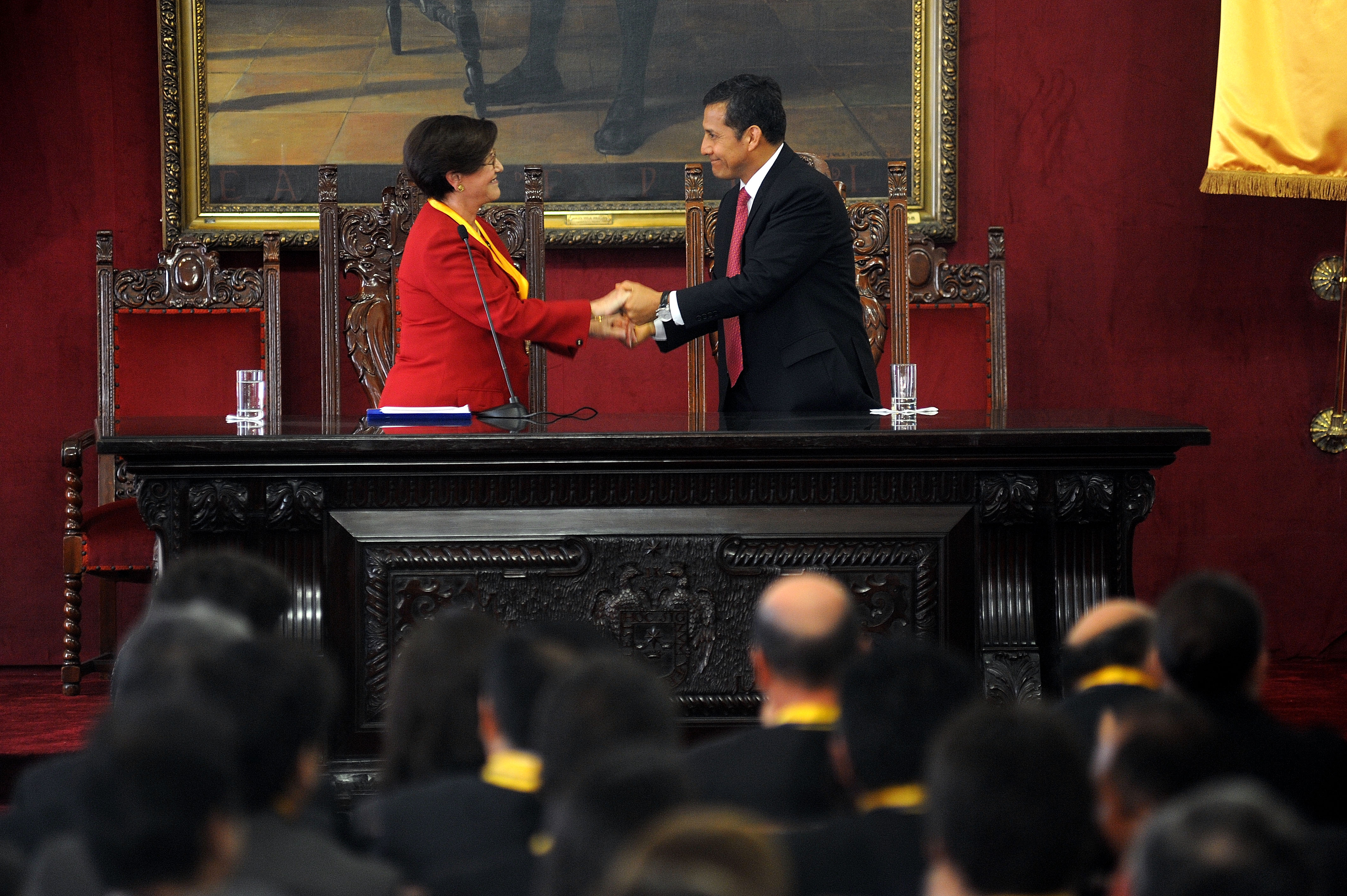
Susana Villarán y Ollanta Humala, ambos implicados en el caso Odebrecht.

Villarán está siendo investigada por la justicia peruana, por las declaraciones de Jorge Barata y otros exdirectivos de la empresa Odebrecht en el Perú, y por las declaraciones Leo Pinheiro y otros exdirectivos de OAS, todos ellos acogidos a la colaboración eficaz. Según la información recogida por la Fiscalía, la empresa Odebrecht le entregó US$ 3 millones, mientras que OAS la suma de US$ 7 millones. 
Según las declaraciones de Jorge Barata al Equipo de Fiscales de Lava Jato, Odebrecht pagó US$ 3 millones para la campaña del No a la revocatoria, de los cuales US$ 2 millones fueron para los publicistas Valdemir Garreta y Luis Favre. El exdirectivo de Odebrecht también ratificó que Villarán le agradeció el aporte. En cuanto a OAS, esta pagó US$ 3 millones para la campaña del NO a la revocatoria y US$ 4 millones para la campaña de reelección de Villarán en el 2014 (que no ganó).
La tesis de la fiscalía es que OAS y Odebrecht dieron esa suma total de US$ 10 millones, a cambio de beneficios en las concesiones de los dos proyectos viales más importantes de la capital peruana: Vías Nuevas de Lima (en manos del consorcio Rutas de Lima, de la que forma parte Odebrecht) y Línea Amarilla-Parque Rímac (a cargo de OAS, que posteriormente lo vendió al grupo Vinci Highways, que formó la empresa concesionaria LAMSAC).
Villaran en una entrevista a Exitosa a cargo del periodista Nicolás Lúcar, manifestó  "Siempre supe de aportes de empresas a la campaña del 'No' a la revocatoria", "Cometí un grave error del que me arrepiento desde hace tiempo, que es permitir que tenían intereses privados financiaran la campaña. Esa es la verdad", "Quiero pedir perdón a las personas a las que no les pude pedir perdón en su momento. No le temo al futuro" 
Posterior a la entrevista publicó en su cuenta de Facebook: "Siempre supe de los aportes de empresas a la campaña del NO a la Revocatoria. Tomamos la decisión José Miguel Castro y yo de procurar y aceptar los fondos de campaña." 
El 15 de mayo de 2019 Villarán recibió 18 meses de prisión preventiva. El juez Chávez Tamariz argumentó que dispuso imponer los 18 meses de prisión preventiva en lugar de los 36 meses como pedía la fiscalía porque consideraba que ese plazo es suficiente para terminar la investigación que está bastante avanzada. No se trata de una sentencia condenatoria, sino que el caso aún está en investigación; la prisión preventiva es para evitar que Villarán y otros implicados (entre ellos su exgerente municipal José  Miguel Castro) no interfieran en la investigación redirigiendo el testimonio de los testigos, acogidos a la colaboración eficaz.

## Detención domiciliaria
Desde el 13 de mayo de 2020, se encuentra en detención domiciliaria al estar siendo procesada por los delitos de cohecho pasivo propio, asociación ilícita para delinquir y lavado de activos, vinculados a la presunta recepción de dinero de parte la constructora Odebrecht. Tras pasar tiempo en prisión preventiva, la Justicia peruana accedió a tenerla en custodia policial domiciliaria por la coyuntura de la pandemia COVID-19. La condición se debió a que la investiga fue parte de la población de riesgo, por su avanzada edad y condición de salud mientras se detectaba casos sospechosos en el pabellón penitenciario donde estaba.
En febrero de 2023 Villarán fue encontrada en una piscina en plena luz del día. Debido a que la piscina fue construida en una vía pública, la familia fue multada.

## Reconocimientos
- Premio Flora Tristán (1999 y 2001)
- Llaves de la Ciudad de Bogotá (2011)